# Teresa Perales
Teresa Perales Fernández (nascida em 29 de dezembro de 1975), 1.ª Marquesa de Perales, é uma nadadora paralímpica espanhola, ganhadora de vinte e seis medalhas paralímpicas, sendo 7 de ouro, 9 de prata e 10 de bronze, uma das atletas que mais ganhou medalhas na história dos Jogos Paralímpicos.